# مار در سایه عقاب
مار در سایه عقاب (انگلیسی: Snake in the Eagle's Shadow) (که در ایران به اشتباه به نام سایه عقاب‌ها شناخته می‌شود) فیلمی در ژانر رزمی و کمدی به کارگردانی یوئن وو-پینگ است که در سال ۱۹۷۸ منتشر شد. از بازیگران آن می‌توان به جکی چان، یوئن سیو-تی‌ین و هوانگ جانگ-لی اشاره کرد.